# Municipio de Kimeo
El municipio de Kimeo (en inglés: Kimeo Township) es un municipio ubicado en el condado de Washington en el estado estadounidense de Kansas. En el año 2010 tenía una población de 53 habitantes y una densidad poblacional de 0,57 personas por km².

## Geografía
El municipio de Kimeo se encuentra ubicado en las coordenadas 39°36′30″N 96°58′23″O / 39.60833, -96.97306. Según la Oficina del Censo de los Estados Unidos, el municipio tiene una superficie total de 93.27 km², de la cual 93 km² corresponden a tierra firme y (0,29 %) 0,27 km² es agua.

## Demografía
Según el censo de 2010, había 53 personas residiendo en el municipio de Kimeo. La densidad de población era de 0,57 hab./km². De los 53 habitantes, el municipio de Kimeo estaba compuesto por el 100 % blancos. Del total de la población el 0 % eran hispanos o latinos de cualquier raza.